# ألفريد شرودر
الفريد شرودر (بالهولندية: Alfred Schreuder)‏ (2 نوفمبر 1972 في هولندا - ) هو مدرب كرة قدم ولاعب كرة قدم هولندي في مركز الوسط. لعب مع آر كي سي فالفيك وتفينتي أنشخيدة وفاينورد وفيتيسه آرنهم وناك بريدا.

## روابط خارجية
- ألفريد شرودر على موقع قاعدة بيانات كرة القدم.إي يو (الإنجليزية)
- ألفريد شرودر على موقع Soccerway.com (الإنجليزية)
- ألفريد شرودر على موقع عالم كرة القدم.نت (الإنجليزية)